# 城崎桐子
城崎 桐子（しろさき とうこ、1981年6月17日 - ）は、日本のAV女優。LINX所属。

## 略歴・人物
神奈川県出身。2015年12月にデビューした熟女系AV女優。
ファイブプロモーションに所属していたが、事務所の解散によりLINX所属となった。
趣味・特技はショッピング、カラオケ、ゴルフ。

## 出演作品

### アダルトDVD
2015年
- AV業界から最もかけ離れた意識高い系人妻AVデビュー 結婚7年目…某名門女子校卒の高学歴人妻、人生3度目の挑戦!!（12月8日、マドンナ）

2016年
- この人妻、丸裸。 本気(マジ)口説き 人妻編 21 ナンパ▸連れ込み▸SEX盗撮▸無断で投稿（1月1日、MAGIC）他出演:岸谷凛香
- 街で出会った清楚妻を車に連れ込み くどき落としてラブホでヌキまくり! 今日、初めて会ったばかりなのにそんなに広げて見ないで!（1月21日（レンタル）/3月25日（セル）、アテナ映像）他出演:八咲唯、黒田礼子
- 酔って帰ってきたダンナのチ○ポをしゃぶる奥さん そのエロ尻をドアの隙間から覗き見ていた部下は我慢できずチ○ポをヌルヌルのマ○コに即ハメ!（2月20日（レンタル）/4月21日（セル）、アテナ映像）他出演:谷原希美、湯本珠未
- 突然押しかけてきた嫁の姉さんに 抜かれっぱなしの1泊2日（3月7日、ヴィーナス）
- 不倫旅行♦セックスレス人妻 背徳の秘湯 響子(仮名)三十五歳（3月13日、ゴーゴーズ）※「響子」名義
- 街中ゲリラ路上ナンパ兵器 マジックミラー便 全員35歳over! 美しくて清楚な人妻さん初めてのごっくん編 vol.02 旦那の精液も飲んだことのない奥さまたちが人生初の精飲体験♥ 合計10発!! in銀座&白金（3月17日、ディープス）他出演:桃瀬ゆり ほか
- アロママッサージで足のつけ根をほぐされ愛液あふれるマ○コを巨根で突かれて思わず絶叫し何度もイキまくる素人妻たち（3月25日（レンタル）/5月27日（セル）、アテナ映像）他出演:井浦沙織、喜多川みのり
- アルコール90°ウォッカ加湿器混入&個人輸入媚薬直接塗込 発情し過ぎたデリ嬢に本番中出し（4月1日、DOC）※「みどり」名義　他出演:スミレ、あおい
- 夫に内緒で他人棒SEX 「実は主人の精液も飲んだことないんです」 40歳すぎて初めての精飲 早漏敏感妻 みさこさん41歳（4月7日、コスモス映像）※「みさこ」名義
- 顔見知り婦女暴行 3 〜夫の部下に犯された妻〜（4月25日、ながえスタイル）
- 淫ら義母の誘惑 2（4月25日、セレブの友）
- 今日、あなたの妻が浮気します。（4月30日、HMJM）
- 「子育てに熱中しすぎて無意識パンチラを家庭教師に見られパンツを濡らすおばさん教育ママの抱かれたいサインを見逃すな!」 VOL.1（5月12日、DANDY）他出演:前沢小百合 ほか
- 投稿実話 妻がまわされた 7 〜守れなかった汚れなき妻の肉体〜（6月25日、ながえスタイル）
- 隣の奥さんのギシアンが毎晩うるさくて非モテぼっちの俺は毎晩勃起しまくり大迷惑!! しびれ薬飲ませて、這いつくばって逃げる人妻にチ◎ポねじこみ寝バック中出ししたら膣イキ痙攣!!（7月1日、ゲッツ!!）他出演:夏希みなみ、篠田ゆう
- 凌辱チ●ポで初膣イキ体験したドM人妻露出ポルノ被害ビデオ（7月1日、ヤブサメ）
- 田舎の村で発見!こんなところに美人妻♥ 即ハメ青姦中出しナンパ（7月1日、グリグリ）他出演:向井藍、森はるら、夏希みなみ、美堂かなえ、葵紫穂、江上しほ、黒崎潤、芦屋静香、花咲いあん
- 母さんがお漏らしを我慢できずに失禁。 羞恥心から欲情しだし…（7月14日、タカラ映像）他出演:黒崎潤、八咲唯
- 私、主人に内緒でいけないコト、しちゃいます… 背徳の秘湯 続・響子 〜衝動〜（8月25日、ゴーゴーズ）※「響子」名義
- あなたの願望、叶えます－ 愛妻寝取られ計画スペシャル（9月1日、ゴーゴーズ）※「響子」名義、AV OPEN 2016 ドラマ・ドキュメンタリー部門エントリー作品
- 乳首ピンコ勃ち★ノーブラニット人妻 中出しナンパ!!（9月2日、グリグリ）他出演:通野未帆、朝桐光、芦名ユリア、美月優芽、葉月美音、今藤霧子、辻本りょう、八咲唯、片瀬仁美
- 昭和官能エロス 懸命に生きる貧乏妻（9月25日、ながえスタイル）
- ヘンリー塚本原作 婦女暴行犯 忍び込みレイプ（10月13日、FAプロ）他出演:武藤あやか
- 人妻ナンパ自宅中出し vol.14 街行くセレブ人妻をナンパしてAV自宅撮影! 旦那のいない家でヤる背徳感まみれの中出し性交!! 人妻6人 in 新宿・渋谷・世田谷（10月14日、プレステージ）他出演:秋元寧々 ほか
- 街行く素人をナンパ! グリグリバイブで声ガマン（＞へ＜。） アヘ声10分我慢できれば賞金GET! Vol.02（10月28日、DOC）他出演:星井笑、千野くるみ、道重恋、黒崎潤、逢川希、荒川由紀、吹石みゆ、涼海みさ
- 素人妻 パンティ固定バイブで連続イカせ！ナンパ全員中出し!（12月15日、ピーターズ）他出演:若槻みづな、早野いちか ほか
- せめてゴム付けて…あっ! うわ…これマジで顔バレしちゃうだろ…ってレベルの美人奥さん達が平日の真っ昼間から口説き落とされてAV出演とかどうかしてるぜ。 「ガチンコ中出し!顔出し!人妻ナンパ」in 下北沢（12月25日、ビッグモーカル）他出演:月本愛、桐谷まほ ほか

2017年
- 自己啓発結婚相談所 【別称:催眠婚活セミナー】（2月1日、催眠研究所別館）
- 兄貴の嫁（2月19日、エマニエル）